# Wrocisław
Wrocisław, Wrocsław, Wrosław – staropolskie imię męskie. Składa się z członu Wroci- („wrócić, wrócić się, przywrócić”) i -sław („sława”). Może zatem oznaczać "ten, który przywróci sławę". Polska nazwa miasta Wrocław pochodzi od jednej ze skróconych form tego imienia: Wrocisław → Wrocsław. Podobną etymologię ma nazwa stolicy Słowacji, Bratysława.
Innym staropolskim wariantem tego imienia jest Warcisław i od niego pochodzi nazwa miasta Warszawa (tj. od zdrobnienia tego imienia — Warsz).
Wrocisław imieniny obchodzi 22 lutego i 9 grudnia.
Znane osoby noszące to imię:
- Wratysław I, książę czeski od 915 z dynastii Przemyślidów,
- Wratysław II, pierwszy król czeski od 1085, tytularny król Polski 1085–1092,
- Johann Adam Wratislaw von Mitrowitz (1677–1733) – czeski duchowny kościoła katolickiego, biskup ordynariusz hradecki, a następnie litomierzycki, arcybiskup-nominat praski.

Zobacz też:
- Wrociszów